# Antonio Andrea Galli
Antonio Andrea Galli CRL (ur. 30 listopada 1697 w Bolonii, zm. 24 marca 1767 w Rzymie) – włoski kardynał.

## Życiorys
Urodził się 30 listopada 1697 roku w Bolonii, jako syn Sebastiana Galliego i Teresy Marii Mazzoni. Podstawowe wykształcenie odebrał w domu, a następnie uczęszczał do szkoły jezuickiej w rodzinnym mieście i wstąpił do zakonu kanoników regularnych (potem przeniósł się do laterańskich). 11 grudnia 1713 roku złożył profesję zakonną i udał się do Rzymu, gdzie później uzyskał doktorat z teologii na Uniwersytecie Bolońskim. W 1726 roku przyjął święcenia kapłańskie. W latach 30. XVIII wieku należał do umiarkowanej frakcji antyjezuickiej, lecz nie popierał tez jansenistycznych, bardziej skupiając się na naukowych kategoriach. W 1736 roku odrzucił propozycję zostania opatem klasztoru w Neapolu, gdyż nie chciał opuścić Rzymu, lecz kilka miesięcy później został opatem w rodzinnej Bolonii. Pracował w Kurii Rzymskiej, a w 1751 roku został przełożonym generalnym swojego zgromadzenia. 26 listopada 1753 roku został kreowany kardynałem prezbiterem i otrzymał kościół tytularny Ss. Bonifacio e Alessio. W 1755 roku został członkiem grupy kardynałów, której zadaniem było poradzenie sobie z jansenistami sprzeciwiającymi się założeniom konstytucji apostolskiej Unigenitus. W tym samym roku został penitencjariuszem większym. Rok później został protektorem teatynów, w 1757 roku – prefektem Kongregacji Indeksu. W czasie pontyfikatu Klemensa XIII, Galli został sprawozdawcą z procesu beatyfikacyjnego Jana de Palafox y Mendozy. Po jego śmierci proces był kontynuowany przez Lorenza Ganganelliego, lecz w 1777 roku został zablokowany przez Piusa VI. Galli zmarł 24 marca 1767 w Rzymie.